# Vilyuy
Vilyuy  (cũng viết là Vilyui, tiếng Nga: Вилюй) {là một sông tại cao nguyên Trung Siberi và là chi lưu dài nhất của sông Lena. Với chiều dài xấp xỉ 2.650 km, sông hầu như nằm trong lãnh thổ cộng hòa Sakha. Diện tích lưu vực sông là khoảng 491.000 km².
Vilyuy có đầu nguồn tại khu tự trị Evenk cũ, chảy về phía đông và sớm vào lãnh thổ Sakha. Sông sau đó chuyển hướng nam và đông nam sau đó lại trở lại hướng đông, và cuối cùng đổ vào Lena khoảng 350 km xuôi dòng từ Yakutsk, gần Sangar. Phía tây Vilyui và Chona là lưu vực sông Nizhnyaya Tunguska.
Lưu vực sông Vilyuy có dân cư thưa thớt. Các điểm định cư nhỏ xung quanh sông là Vilyuysk, Verkhnevilyuysk, Suntar và Nyurba.
Sông được thuật lại lần đầu tiên vào thế kỷ 17 và có liên quan đến quá trình xâm lược Siberi của người Nga.
Năm 1634, những người Cossack Nga do Voin Shakhov dẫn đầu đã thiết lập một điểm định cư mùa đông tại nơi hợp lưu giữa Vilyuy và Tyuken. Điểm định cư này đã trở thành trung tâm hành chính của khu vực trong vài thập kỷ, sau khi nó chuyển đến khu vực Yolyonnyokh 45 kilômét (28 mi) về phía hạ du Vilyuy, nơi ostrog (điểm đinh cư được củng cố) Olensk (nay Vilyuysk) được thành lập vào năm 1773.
Vào thập niên 1950, kim cương được tìm thấy trong khu vực, khoảng 700 km từ cửa sông. Điều này đã dẫn đến việc hình thành mỏ Mir, cùng với các tuyến đường và sân bay, và tổ hợp đập Vilyuy được xây dựng để phục vụ cho việc khai thác kim cương.